# Puchar Azji Zachodniej w piłce nożnej 2007
Puchar Azji Zachodniej 2007 został rozegrany w Ammanie, w Jordanii, między 16 a 24 czerwca 2007. Początkowo turniej miał odbyć się w lipcu 2007 w Libanie. Jednak kryzys polityczny w Libanie zmusił władze Federacji Piłkarskiej Azji Zachodniej (West Asian Football Federation - WAFF) do przesunięcia daty rozpoczęcia turnieju i zmiany jego miejsca na Jordanię. Wszystkie spotkania rozegrane zostały na stadionie Amman International Stadium.

## Drużyny
Do turnieju przystąpiło 6 drużyn:
- Irak
- Iran
- Jordania jako gospodarz.
- Liban
- Palestyna
- Syria

## Faza grupowa

### Grupa A
| Drużyna  | Punkty | Mecze | Zwycięstwa | Remisy | Porażki | Strzelone | Stracone | +/- |
| -------- | ------ | ----- | ---------- | ------ | ------- | --------- | -------- | --- |
| Syria    | 6      | 2     | 2          | 0      | 0       | 2         | 0        | +2  |
| Jordania | 3      | 2     | 1          | 0      | 1       | 3         | 1        | +2  |
| Liban    | 0      | 2     | 0          | 0      | 2       | 0         | 4        | -4  |

Wyniki:

### Grupa B
| Drużyna   | Punkty | Mecze | Zwycięstwa | Remisy | Porażki | Strzelone | Stracone | +/- |
| --------- | ------ | ----- | ---------- | ------ | ------- | --------- | -------- | --- |
| Iran      | 4      | 2     | 1          | 1      | 0       | 2         | 0        | +2  |
| Irak      | 4      | 2     | 1          | 1      | 0       | 1         | 0        | +1  |
| Palestyna | 0      | 2     | 0          | 0      | 2       | 0         | 3        | -3  |

Wyniki:

## Półfinały
22 czerwca, 2007 Półfinał 1
| Jordania | 0:1 | Iran | Amman, International Stadium |

22 czerwca, 2007 Półfinał 2
| Syria | 0:3 | Irak | Amman, International Stadium |

## Finał
24 czerwca, 2007
| Iran | 2:1 | Irak | Amman, International Stadium |

| Zwycięzca Pucharu Azji Zachodniej 2007 Iran 3. Tytuł |